# Martin Herzog
Martin Herzog (* 28. Dezember 1936 in Schramberg) ist ein deutscher Jurist und Politiker (CDU).

## Leben
Nach dem Abitur studierte Herzog Rechts- und Staatswissenschaften in Tübingen, legte beide juristischen Staatsprüfungen ab und trat anschließend in den höheren Verwaltungsdienst ein. Während seines Studiums wurde er Mitglied der katholischen Studentenverbindung AV Cheruskia Tübingen im CV. Er schloss sich der CDU an und war von 1973 bis 1978 erster Landrat des durch die Kreisreform von 1973 neu gebildeten Bodenseekreises.
Von 1978 bis 1985 war er Oberbürgermeister der Stadt Friedrichshafen.
Herzog wurde am 11. Dezember 1984 als Nachfolger des verstorbenen Rudolf Eberle zum baden-württembergischen Minister für Wirtschaft, Mittelstand und Technologie in die von Ministerpräsident Lothar Späth geführte Landesregierung berufen. 1988 erhielt er zudem ein Abgeordnetenmandat im Landtag, das er jedoch am 30. September 1989 wieder aufgab (Nachfolgerin wurde Christa Vossschulte). Während seiner Amtszeit vereinbarte er zusammen mit dem Ministerpräsidenten die Gründung eines Wirtschaftszentrums für mittelständische Industrie in Budapest. 
Herzog schied am 26. September 1989 aus der Regierung aus, war anschließend als Geschäftsführer einer Filztuchfabrik sowie in der Automobilindustrie tätig (u. a. 1992 bis 1997 einer der Geschäftsführer des Verbands der Automobilindustrie) und erhielt eine Honorarprofessur an der Westsächsischen Hochschule Zwickau.

## Auszeichnungen
- 1987: Großes Bundesverdienstkreuz
- 1989: Großoffizier des Ordens des Infanten Dom Henrique (Portugal)
- April 2009: Verdienstmedaille des Landes Baden-Württemberg.